# 開卡蘆
開卡蘆（学名：Phragmites vallatorius）为禾本科蘆葦屬下的一个种。

## 扩展阅读
- 維基物種上的相關：開卡蘆